# Вићентије Радовановић
Вићентије Радовановић (Водице, 1. новембар 1854. — Паланка, април 1929) био је српски агроном, публициста, управник пољопривредних добара и народни посланик.

## Биографија
Вићентије Радовановић је рођен 1. новембра 1854. године у Водицама код Паланке, у Јасеничком срезу. Након завршених четири разреда гимназије у Београду, школује се као ђак прве генерације Земљоделско-шумарске школе у Пожаревцу коју је са одличним успехом свршио 1875.године. Осим политичког ангажовања као дугогодишњи народни посланик и члан главног одбора Народне радикалне странке, бавио се и радом на пољопривредном просвећивању становништва као државни окружни економ у Београду, Врању, Нишу, Смедереву и Лесковцу.
Сопственом иницијативом године 1919. оснива у Београду „Удружење државних економа, пољопривредних чиновника и службеника“ у ком је удружењу био први председник управног одбора, а касније је изабран и за почасног и доживотног председника
Као школовани агроном и пољопривредни стручњак, био је управник пољопривредних добара у Љубичеву и Добричеву. Један је од дугогодишњих дописника и уредника часописа̂ Тежак, Пољопривредни календар и Радикални алманах. Године 1927. је објавио стручни рад Гајење конопље и лана за домаћу употребу, у издању Српског пољопривредног друштва, чији је редовни члан био до краја живота. Због заслуга у свом плодоносном раду, указом краља је одликован орденом Светог Саве 1925. године. Преминуо је у Паланци априла 1929. године и сахрањен у свом родном месту у Водицама 14. априла 1929. године.